# ماکسیم لو مارشان
ماکسیم لو مارشان (انگلیسی: Maxime Le Marchand؛ زادهٔ ۱۱ اکتبر ۱۹۸۹) بازیکن فوتبال اهل فرانسه است.
از باشگاه‌هایی که در آن بازی کرده‌است می‌توان به باشگاه فوتبال فولام، باشگاه فوتبال رن، باشگاه فوتبال لو آور، باشگاه فوتبال نیس، و باشگاه فوتبال رویال آنتورپ اشاره کرد.